# Blue Mitchell
Blue Mitchell, de son vrai nom Richard Allen Mitchell, né le 13 mars 1930 à Miami et mort le 21 mai 1979 à Los Angeles, est un trompettiste et compositeur de jazz américain. Il a joué au sein du Horace Silver Quintet.

## Biographie
Blue Mitchell, a reçu son surnom par l'un de ses frères, a eu une carrière musicale de 30 ans comme trompettiste de jazz après avoir commencé sa carrière dans des orchestres de rhythm & blues. Il a joué avec de nombreux artistes, dont Earl Bostic, Red Prysock, Sarah Vaughan, Al Hibbler (en) Ray Charles, Nancy Wilson, Cannonball Adderley et  Horace Silver où il a joué au sein de son quintet de 1958 à 1964. Il également joué avec des artistes à la périphérie du Jazz comme le bluesman John Mayal ou des chanteurs populaires tels que Tony Bennett et Lena Horne. Dans les années 1970, il va jouer dans des big band ou des combo comme les formations dirigées par Louie Bellson, Bill Berry et Harold Land,,.

## Style
La sonorité de la trompette de Blue Mitchell est très timbrée, avec une utilisation discrète mais persistante du vibrato. Son jeu est modeste, préférant le médium et l'aigu aux registres extrêmes.

## Discographie

### Comme leader
| Année | Titre                  | Label                       |
| ----- | ---------------------- | --------------------------- |
| 1958  | Big 6                  | Riverside                   |
| 1958  | Blues on My Mind       | Riverside                   |
| 1959  | Out of the Blue        | Riverside                   |
| 1959  | Blue Soul              | Riverside                   |
| 1960  | Blue's Moods           | Riverside                   |
| 1960  | Smooth As the Wind     | Riverside                   |
| 1962  | A Sure Thing           | Riverside                   |
| 1962  | The Cup Bearers        | Riverside                   |
| 1963  | Blue Mitchell          | Mainstream                  |
| 1963  | Step Lightly           | Blue Note, publié plus tard |
| 1964  | The Thing to Do        | Blue Note                   |
| 1965  | Down with It!          | Blue Note                   |
| 1966  | Bring It Home to Me    | Blue Note                   |
| 1966  | Boss Horn              | Blue Note                   |
| 1967  | Heads Up               | Blue Note                   |
| 1968  | Collision in Black     | Blue Note                   |
| 1969  | Bantu Village          | Blue Note                   |
| 1971  | Soul Village           | Mainstream                  |
| 1971  | Vital Blue             | Mainstream                  |
| 1972  | Blue's Blues           | Mainstream                  |
| 1973  | The Last Tango = Blues | Mainstream                  |
| 1973  | Graffiti Blues         | Mainstream                  |
| 1974  | Many Shades of Blue    | Mainstream                  |
| 1975  | Stratosonic Nuances    | RCA                         |
| 1975  | Strato Sonic           | RCA                         |
| 1976  | Live                   | Just Jazz                   |
| 1976  | Funktion Junction      | RCA                         |
| 1976  | True Blue              | Xanadu                      |
| 1976  | Funktion               | RCA                         |
| 1977  | Last Dance             | JAM                         |
| 1977  | African Violet         | ABC                         |
| 1977  | Mapenzi                | Concord Jazz                |
| 1977  | Summer Soft            | Impulse!                    |

### Comme sideman
| Année | Leader                                                | Titre                  | Label          |
| ----- | ----------------------------------------------------- | ---------------------- | -------------- |
| 1952  | Lou Donaldson                                         | New Faces-New Sounds   | Blue Note      |
| 1959  | Horace Silver                                         | Finger Poppin'         | Blue Note      |
| 1959  | Horace Silver                                         | Blowin' the Blues Away | Blue Note      |
| 1960  | Horace Silver                                         | Horace Scope           | Blue Note      |
| 1960  | Bobby Timmons                                         | Soul Time              | Riverside      |
| 1961  | Junior Cook                                           | Junior's Cookin'       | Jazzland       |
| 1962  | Horace Silver                                         | The Tokyo Blues        | Blue Note      |
| 1964  | Horace Silver                                         | Song For My Father     | Blue Note      |
| 1966  | Stanley Turrentine                                    | The Spoiler            | Blue Note      |
| 1972  | John Mayall                                           | Jazz blues Fusion      | Polydor        |
| 1976  | Al Cohn, Dexter Gordon                                | True Blue              | Xanadu         |
| 1976  | Al Cohn, Dexter Gordon                                | Silver Blue            | Xanadu         |
| 1976  | Dolo Coker, Art Pepper, Leroy Vinnegar, Franck Butler | California Hard        | Xanadu         |
| 1978  | Philly Joe Jones                                      | Drum Song              | Galaxy Records |